# Аушев, Тагир Абдул-Хамидович
Таги́р Абду́л-Хами́дович А́ушев (род. 3 марта 1976, Грозный) — российский учёный в области физики элементарных частиц, заведующий лабораторией физики высоких энергий Московского физико-технического института (МФТИ), член-корреспондент РАН (2016) по Отделению физических наук (специальность «Ядерная физика»), профессор РАН (2016).
Автор более 1000 научных публикаций, посвящённых исследованиям нарушения СР-симметрии, свойств тяжёлых адронов, в частности, экзотических состояний, методике эксперимента и др.
Индекс Хирша научных работ — 101.

## Биография
Родился 3 марта 1976 года в г. Грозном, ЧИАССР.
В 1993 году – с золотой медалью окончил среднюю школу № 22 г. Грозного.
В 1999 году – с отличием окончил Московский физико-технический институт (МФТИ) факультет общей и прикладной физики (ФОПФ) по специальности «Прикладные математика и физика».
С 1999 года – член международной коллаборации Belle, Япония.
2002-2015 годы – старший научный сотрудник Института теоретической и экспериментальной физики (ИТЭФ).
В 2005 году – защитил кандидатскую диссертацию по теме «Обнаружение распада B0 → D*±D-+ и поиск в нём CP-нарушения».
2006-2010 годы – постдок в лаборатории физики высоких энергий Федеральной политехнической школы Лозанны (EPFL), Швейцария.
2007-2015 годы – руководитель научной группы ICPV в эксперименте Belle по изучению "непрямого" нарушения СР-симметрии; член исполнительного совета коллаборации Belle.
2010-2011 годы – приглашённый учёный в научно-исследовательском центре физики высоких энергий KEK, Япония.
2012-2013 годы – приглашённый учёный в EPFL.
В 2013 году – защитил докторскую диссертацию по теме «СР-нарушение в распадах В-мезонов с чармонием и двойным чармом».
С 2014 года – член международной коллаборации CMS, ЦЕРН, Швейцария.
С 2014 года – заведующий лабораторией физики высоких энергий МФТИ.
С 2015 по 2017 годы — председатель Научно-технического совета МФТИ.
С 2015 по 2017 годы — заместитель главного редактора научно-технического журнала «Труды МФТИ».
С 2015 по 2017 годы — проректор МФТИ по научной работе и стратегическому развитию.
В 2016 году – присвоено почётное учёное звание Профессора РАН.
В 2016 году – избран в члены-корреспонденты РАН по Отделению физических наук РАН (специальность «Ядерная физика»).

## Научная деятельность[11]
Сфера научных интересов: физика высоких энергий и физика элементарных частиц, тяжёлые кварки, CP-нарушение, T-нарушение, распады B-мезонов.
В составе коллаборации Belle в научно-исследовательском центре КЕК, Япония, где впервые обнаружил и исследовал распад B0 → D*±D-+, в котором впервые измерил параметры нарушения СР-симметрии. Дважды очарованные распады В-мезонов важны как независимая проверка параметров нарушения СР-симметрии и Стандартной модели.
В рамках эксперимента Belle, помимо исследовательской деятельности, Т. А.-Х. Аушев занимался методической работой, в частности, изучением равномерности распределения магнитного поля, создаваемого сверхпроводящим магнитом установки Belle, измерением систематических погрешностей восстановления заряженных треков, а также модернизацией программного обеспечения для реконструкции заряженных треков, в результате которой была существенно повышена эффективность восстановления низкоэнергетичных заряженных треков. Благодаря этой системной работе удалось сформировать направление изучения дважды очарованных распадов в эксперименте Belle, позволившее затем выполнить десятки научных исследований по изучению нарушения СР-симметрии и спектроскопии очарованных мезонов и чармониев. В 2004 году он был назначен руководителем научной группы double-charm, изучающей дважды очарованные распады В-мезонов. Под его руководством был выполнен ряд работ по исследованию распадов B→D(*)D(*)(KS), измерению в них нарушения СР-симметрии и поиску новых адронных состояний.
В 2005 году защитил диссертацию на соискание учёной степени кандидата физико-математических наук по теме «Обнаружение распада B0 → D*±D-+ и поиск в нём СР-нарушения». За эту работу был удостоен медали Российской академии наук для молодых учёных.
В 2006 году получил четырёхлетнюю позицию постдока в Федеральной политехнической школе Лозанны (EPFL, Швейцария), где продолжил научную работу в эксперименте Belle. Помимо этого осуществлял научное руководство тремя аспирантами и студентом EPFL, все они успешно защитили диссертации.
Благодаря заметной работе в качестве руководителя double-charm группы, в 2007 году был назначен руководителем важнейшей научной группы в эксперименте Belle — ICPV, занимающейся исследованием эффекта нарушения СР-симметрии в распадах В-мезонов. Результаты, полученные в этой группе, начиная с 2001 года, позволили подтвердить теорию Кобаяши-Маскавы, за которую её авторы, японские учёные М. Кобаяши и Т. Маскава, получили Нобелевскую премию по физике в 2008 году.
В 2012 году научной группой ICPV под руководством Т. А.-Х. Аушева и с его непосредственным участием было выполнено измерение параметра нарушения СР-симметрии sin2β, которое до сих пор остаётся самым точным в мире .
В 2013 году Аушев защитил диссертацию на соискание учёной степени доктора физико-математических наук по теме «СР-нарушение в распадах В-мезонов с чармонием и двойным чармом».
С 2010 по 2015 год принимал активное участие в создании нового детектора мюонов и нейтральных К-мезонов для строящейся супер-В-фабрики Belle II на основе уникальных российских кремниевых фотодетекторов.
Аушев является соредактором книги «The Physics of B-factories», являющейся результатом двадцатилетней работы двух коллабораций — Belle, Япония и BaBar, США. Книга вышла в 2014 году и является настольным пособием для нового поколения учёных, работающих в физике высоких энергий.
Под его руководством защищены 1 дипломная работа и 3 диссертации на соискание степени Ph.D.

## Международная деятельность
В 2014 году Аушев в рамках Проекта 5-100 создал лабораторию физики высоких энергий в МФТИ. В том же году Т. А.-Х. Аушевым было инициировано вхождение МФТИ в международные коллаборации Belle и Belle II, Япония. В 2015 году лаборатория физики высоких энергий МФТИ также вошла в международную коллаборацию CMS в ЦЕРНе, Швейцария.
Аушев имеет высокий международный авторитет, результаты его работ опубликованы в реферируемых журналах и широко цитируются. Он более двадцати раз выступал на престижных международных конференциях по физике в США, Великобритании, Израиле, Китае и др. с обзорными и оригинальными докладами, в том числе, сделал два доклада на Рочестерских конференциях ICHEP’2002 и ICHEP’2004.

## Награды и премии
- Медаль Российской академии наук для молодых учёных (2005)
- Грант Президента РФ для молодых кандидатов наук (2006)
- Грант междисциплинарной программы Российско-Швейцарского научно-технического сотрудничества (2012)
- Медаль ордена «За заслуги перед Отечеством» II степени (15 февраля 2024 года) — за большой вклад в развитие отечественной науки, многолетнюю плодотворную деятельность и в связи с 300-летием со дня основания Российской академии наук[15]